# Luca Carlevarijs
Luca Carlevarijs (Údine, 1663 - Venecia, 1730) fue un pintor vedutista del siglo XVIII, un género que después practicaron artistas como Canaletto, y Francesco Guardi. Trabajó principalmente en Venecia.

## Vida
Carlevarijs nació en Údine. También fue conocido como 'Luca Casanobrio' o 'Luca di Ca Zenobri', al haber gozado de la protección de esta última familia. Trabajó principalmente en Venecia, donde murió. Su hija, Marianna Carlevarijs (1703-1750), aprendió el arte del retrato al pastel de Rosalba Carriera.
 

Su trabajo como vedutista se inicia en 1703 con las Fábricas y Vistas de Venecia, un conjunto de grabados al aguafuerte donde da muestras de una mentalidad científica en la que priman la perspectiva y el equilibrio. Esta serie constituye el testimonio más completo del urbanismo veneciano; existen abundantes láminas de ella en el Museo Británico de Londres.

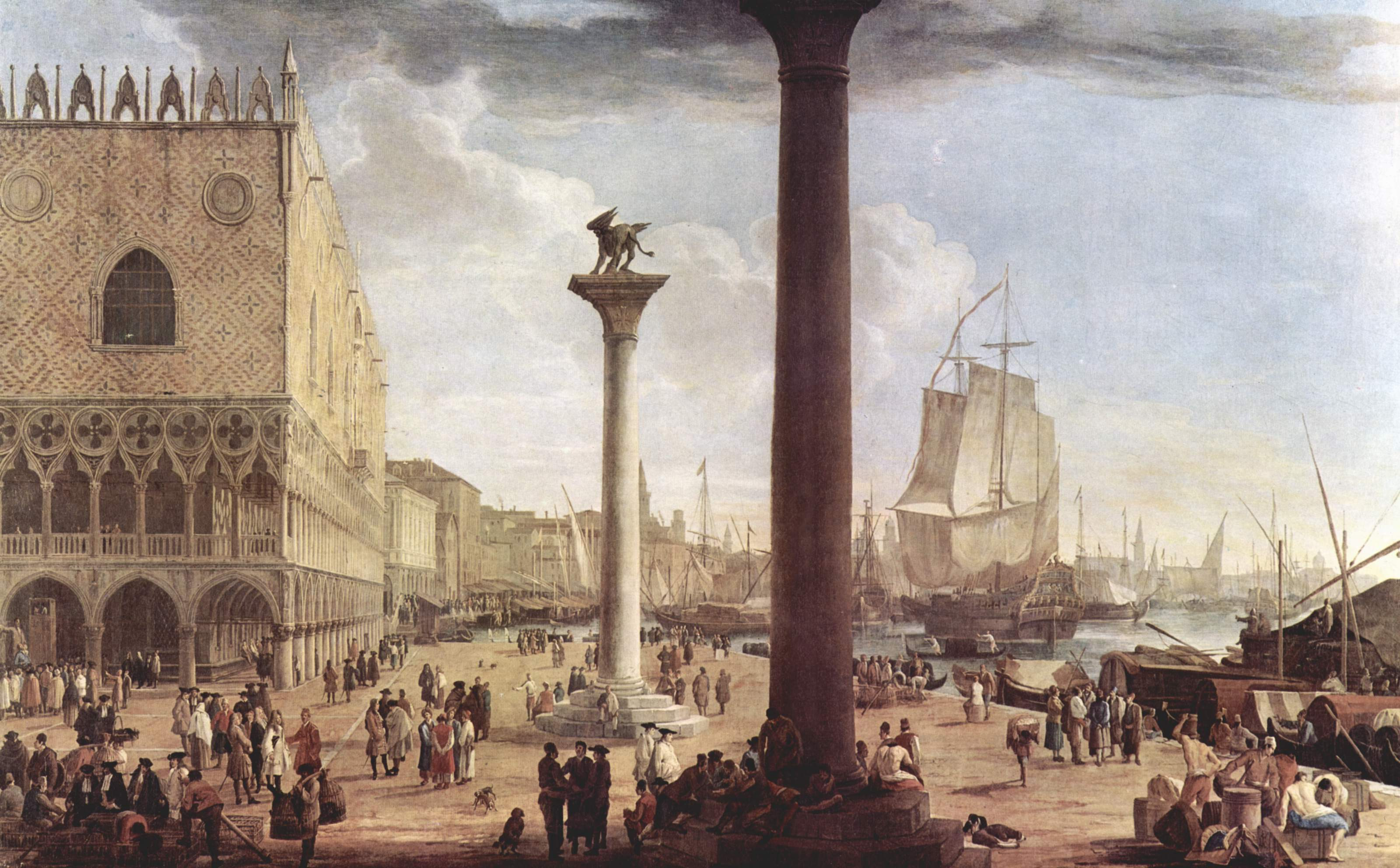
Vista de Venecia, con el Palacio Ducal (Palacio Corsini de Roma).

Carlevarijs visitó Roma. Allí fue influenciado por el pintor neerlandés Gaspar van Wittel (Gaspare Vanvitelli), quien residió durante mucho tiempo en la ciudad. Van Wittel fue el pionero del género de vedute de Roma. Carlevarijs trabajó luego en vedute de Venecia, que se encuentran entre las primeras representaciones barrocas de la ciudad. 
Pintó paisajes, marinas y perspectivas. Sus obras incluyen paisajes urbanos de interés topológico, así como paisajes imaginarios con ruinas. Es autor de más de cien grabados de vistas en Venecia, que dan una representación exacta de los principales lugares de esa ciudad.
Se dice que los pintores Canaletto, Francesco Guardi y Antonio Visentini fueron influenciados por su obra o incluso fueron sus discípulos. Sus pinturas y su conjunto de 104 vistas grabadas de Venecia, que se publicaron en 1703, fueron la base sobre la que trabajaron Canaletto y Guardi. Johan Richter colaboró con él. También colaboró con pintores de figuras, que enriquecieron sus paisajes y sus vistas urbanas.